# Parlamentswahl in Spanien April 2019
- EHB: 4
- UP: 42
- Compromís: 1
- ERC: 15
- PSOE: 123
- PRC: 1
- CC: 2
- EAJ/PNV: 6
- JxCat: 7
- Cs: 57
- NA+: 2
- PP: 66
- VOX: 24

- UP–EH-B–ERC: 21
- ASG: 1
- PSOE: 139
- CC: 2
- EAJ/PNV: 10
- JxCat: 4
- Cs: 10
- NA+: 3
- PP: 75
- VOX: 1

Die Parlamentswahl in Spanien April 2019 fand am 28. April statt, um die beiden Kammern des Parlaments (Cortes Generales) zu erneuern. Gewählt wurden die 350 Abgeordneten des Abgeordnetenhauses (Congreso de los Diputados) und 208 der 266 Mitglieder des Senats (Senado) für die XIII. Legislaturperiode seit dem Inkrafttreten der Verfassung von 1978. Am gleichen Tag fanden die Parlamentswahlen für die Valencianische Autonome Gemeinschaft statt.
Es handelte sich um vorgezogene Neuwahlen, die Ministerpräsident Pedro Sánchez ankündigte, nachdem der Haushaltsentwurf seiner PSOE-Minderheitsregierung am 13. Februar 2019 im Abgeordnetenhaus keine Mehrheit gefunden hatte. Der Wahltermin lag vier Wochen vor dem 26. Mai 2019, an dem in Spanien die Europawahl, die Kommunalwahlen und die Wahlen zu den Regionalparlamenten von 12 der 17 Autonomen Gemeinschaften stattfanden.
Die Wahlen waren gekennzeichnet von einem großen Stimmen- und Mandatszuwachs für die PSOE, einem Absturz der PP und dem Einzug der rechtspopulistischen Vox ins Parlament. Dominierendes Thema im Wahlkampf war die Katalonien-Krise, die in Katalonien die Wahlbeteiligung um 12 % ansteigen ließ. Insgesamt nahmen 75,75 % aller wahlberechtigten Spanier an der Wahl teil, etwa 6 % mehr als bei den Wahlen 2016. Trotz Stimmenzuwachs gelang es der PSOE jedoch nicht eine Regierungsmehrheit zu finden; am Ende der zur Regierungsbildung anberaumten Fristen im September 2019, mussten Parlamentsneuwahlen ausgerufen werden – diese wurden auf den 10. November angesetzt und dann auch durchgeführt.

## Wahlsystem
Im Verfassungsgefüge ist das Abgeordnetenhaus die wesentlich bedeutendere der beiden Kammern. Nur das Abgeordnetenhaus wählt den Ministerpräsidenten und kann ihm und damit der Regierung das Vertrauen entziehen. Die Regierung ist nur dem Abgeordnetenhaus gegenüber verantwortlich. Im Gesetzgebungsverfahren kann der Senat zwar ein Veto einlegen oder Änderungsvorschläge machen. Außer bei Verfassungsänderungen kann das Abgeordnetenhaus ein Veto des Senats aber überstimmen bzw. dessen Änderungsvorschläge ablehnen.

### Abgeordnetenhaus
Gemäß Artikel 68 Absatz 2 der Verfassung und Artikel 162 des Wahlgesetzes gehören dem Kongress 350 Abgeordnete an, die in 52 Wahlkreisen gewählt werden. Wahlkreise sind die 50 Provinzen und die beiden Autonomen Städte Ceuta und Melilla. In Ceuta und Melilla wird jeweils ein Abgeordneter gewählt. Jede der 50 Provinzen erhält vorab zwei Mandate zugeteilt. Die restlichen 248 Abgeordneten werden den Provinzen nach dem Verhältnis ihrer Einwohnerzahlen nach dem Hare/Niemeyer-Verfahren zugeteilt.

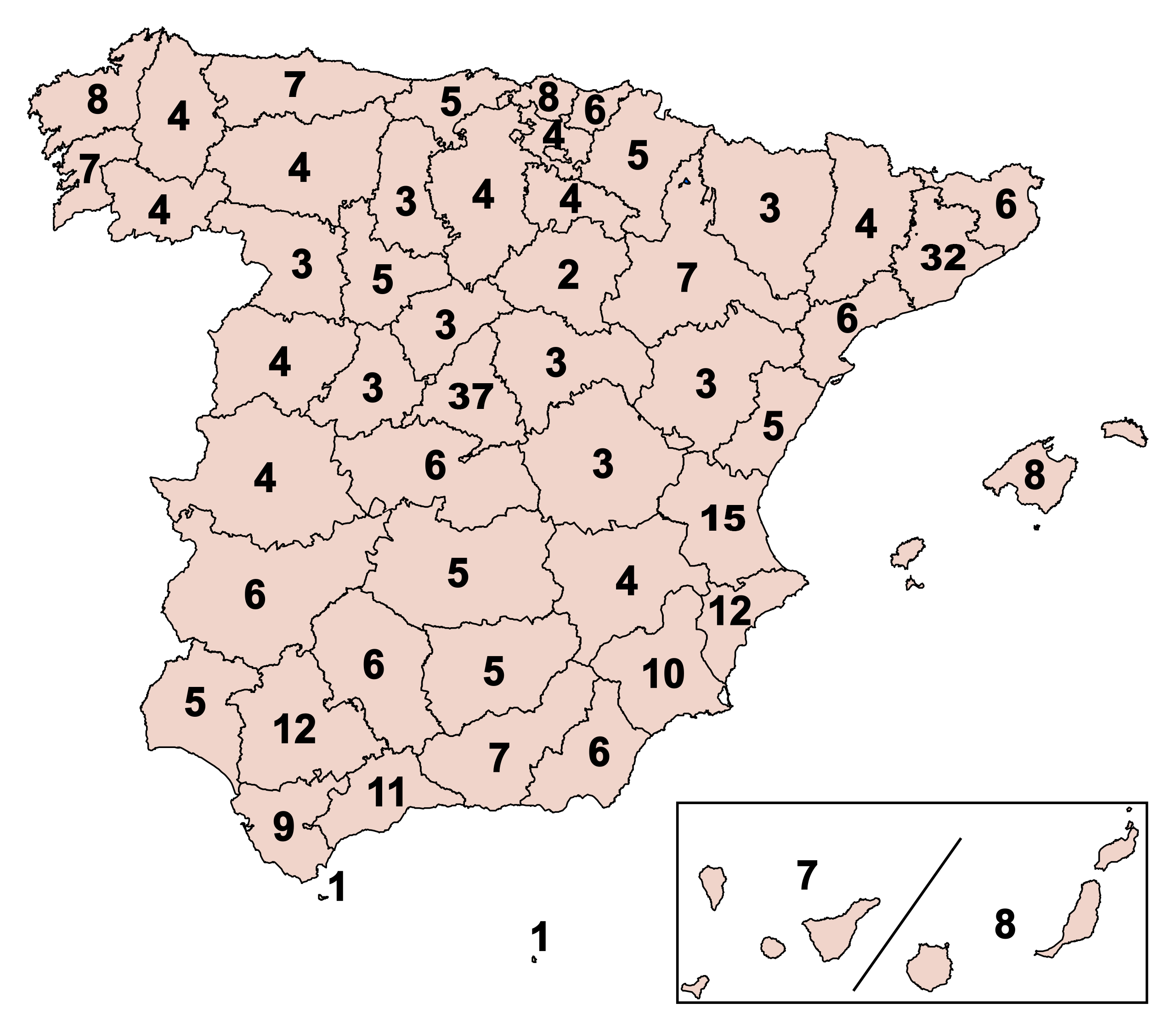
Zahl der in den einzelnen Wahlkreisen zu wählenden Abgeordneten

In den Wahlkreisen werden 2019 folgende Anzahlen von Abgeordneten gewählt:
- Provinz Madrid: 37 Abgeordnete
- Provinz Barcelona: 32 Abgeordnete
- Provinz Valencia/València: 15 Abgeordnete
- Provinzen Alicante/Alacant, Sevilla: je 12 Abgeordnete
- Provinz Málaga: 11 Abgeordnete
- Provinz Murcia: 10 Abgeordnete
- Provinz Cádiz: 9 Abgeordnete
- Provinzen Balearen, Bizkaia, A Coruña und Las Palmas: je 8 Abgeordnete
- Provinzen Asturien, Granada, Pontevedra, Santa Cruz de Tenerife und Zaragoza: je 7 Abgeordnete
- Provinzen Almería, Badajoz, Córdoba, Guipuzkoa, Girona, Tarragona und Toledo: je 6 Abgeordnete
- Provinzen Kantabrien, Castellón/Castelló, Ciudad Real, Huelva, Jaén, Navarra und Valladolid: je 5 Abgeordnete
- Provinzen Albacete, Araba/Álava, Burgos, Cáceres, León, Lleida, Lugo, Ourense, La Rioja und Salamanca: je 4 Abgeordnete
- Provinzen Ávila, Cuenca, Guadalajara, Huesca, Palencia, Segovia, Teruel und Zamora: je 3 Abgeordnete
- Provinz Soria: 2 Abgeordnete
- Autonome Städte Ceuta und Melilla: je 1 Abgeordneter

Die Wahl erfolgt in den Provinzen nach geschlossenen Listen, wobei die Sitze auf die Listen jeweils nach dem D’Hondt-Verfahren zugeteilt werden. In den autonomen Städten werden die Abgeordneten in relativer Mehrheitswahl ermittelt.
Die Zuteilung der Sitze findet allein auf Ebene der Wahlkreise (Provinzen) statt, es gibt keinen Reststimmenausgleich auf nationaler Ebene. Die nominelle Sperrklausel liegt zwar in allen Wahlkreisen bei lediglich 3 %. In den meisten Wahlkreisen liegt die faktische Prozenthürde wegen der beschränkten Anzahl der zu vergebenden Mandate allerdings wesentlich höher.

### Senat
Für den Senat werden gemäß Artikel 69 der Verfassung und Artikel 165 des Wahlgesetzes in jeder Festlandprovinz vier Senatoren, auf den Inseln Gran Canaria, Mallorca und Teneriffa je drei Senatoren, in den Autonomen Städten Ceuta und Melilla je zwei Senatoren sowie auf den Inseln bzw. Inselgruppen Ibiza-Formentera, Menorca, Fuerteventura, Gomera, Hierro, Lanzarote und La Palma je ein Senator gewählt. Insgesamt werden damit 208 Senatoren direkt gewählt.
Es ist eine Personenwahl. Der Wähler kann in den Viermann-Wahlkreisen für bis zu drei, in den Drei- und Zweimannwahlkreisen für bis zu zwei und in den Einmannwahlkreisen für einen Kandidaten stimmen und zwar auch verteilt auf mehrere Wahlvorschläge („Panaschieren“). Gewählt sind die Kandidaten mit den höchsten Stimmenzahlen.
Die weiteren Senatsmitglieder werden durch die Parlamente der Autonomen Gemeinschaften bestimmt, wobei jedes Parlament je angefangener 1.000.000 Einwohner der jeweiligen Gemeinschaft einen Senator bestimmt.

## Ausgangslage

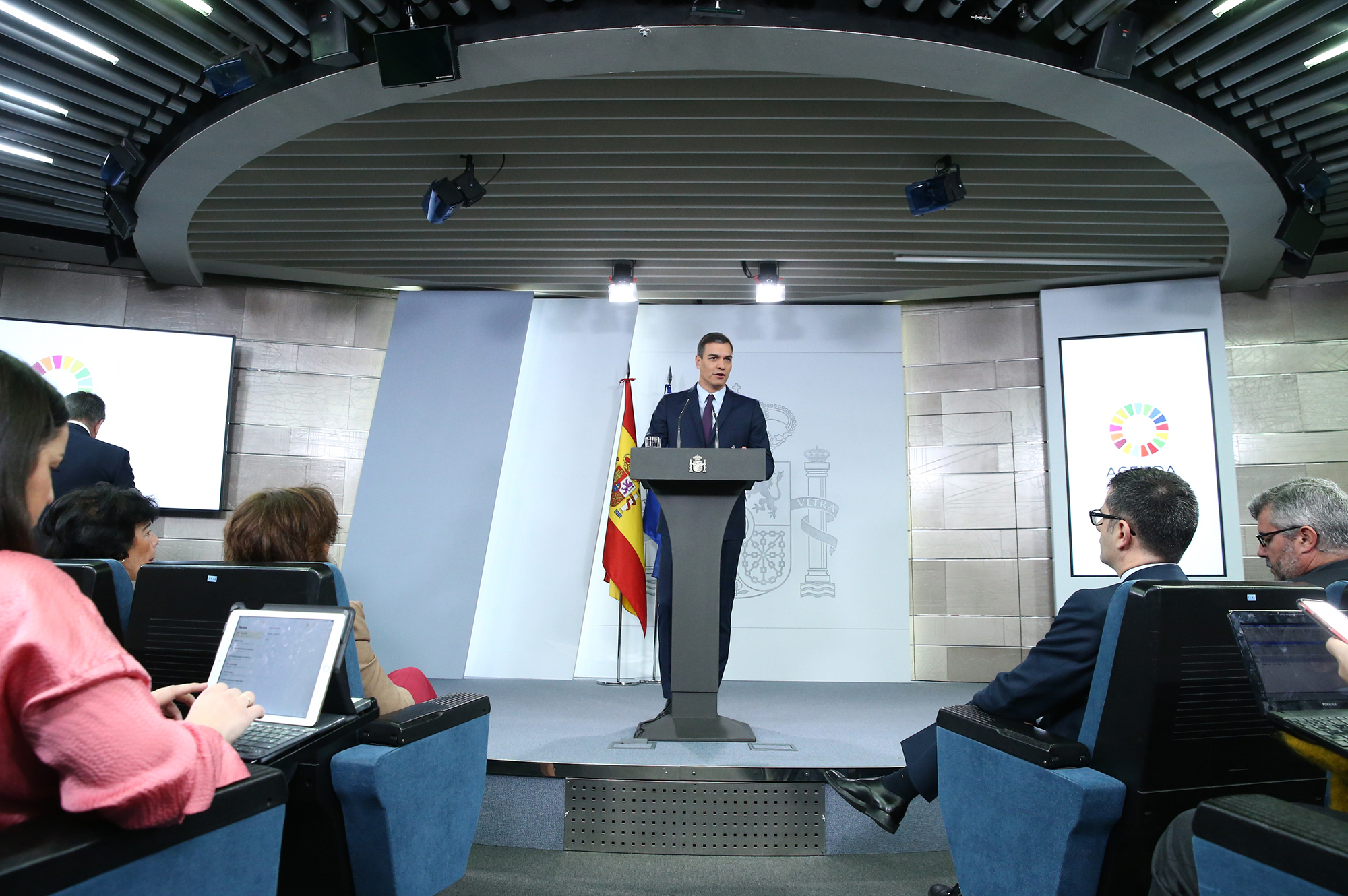
Pedro Sánchez verkündete am 15. Februar 2019 den Termin für die Neuwahlen

Nach den Wahlen vom 26. Juni 2016 war es Ministerpräsident Mariano Rajoy (PP) zunächst nicht gelungen, vom Abgeordnetenhaus erneut zum Ministerpräsidenten gewählt zu werden, da er sich neben seiner eigenen Partei nur auf Ciudadanos und Coalición Canaria stützen konnte. Erst eine interne Krise der PSOE, in deren Verlauf Generalsekretär Pedro Sánchez zurücktrat, führte zu einem Kurswechsel dieser Partei, so dass die Enthaltung der überwiegenden Mehrheit ihrer Fraktion am 29. Oktober 2016 zur erneuten Wahl von Rajoy zum Ministerpräsidenten führte.
Im Mai 2017 wurde Sánchez in einer Urwahl aller Parteimitglieder erneut zum PSOE-Generalsekretär gewählt und kehrte damit auf die politische Bühne zurück.
Am 24. Mai 2018 erging das Urteil in der Korruptionsaffäre Caso Gürtel. In dem Urteil wurde festgestellt, dass die PP über Jahre eine verdeckte Parteifinanzierung unterhalten habe, und die Partei zur Zahlung von ca. 250.000 Euro verurteilt. Daraufhin stellte die PSOE einen Misstrauensantrag gegen Rajoy, in dessen Folge Sánchez am 1. Juni 2018 vom Abgeordnetenhaus mit den Stimmen von PSOE, Unidos Podemos, der katalanisch-separatistischen Parteien ERC und PDeCat und der baskischen Parteien PNV und EH Bildu zum Ministerpräsidenten gewählt wurde. Rajoy zog sich daraufhin aus der Politik zurück, und zum neuen Vorsitzenden der PP wurde Pablo Casado gewählt.
Am 13. Februar 2019 scheiterte die PSOE-Minderheitsregierung mit ihrem Haushaltsentwurf im Abgeordnetenhaus (wobei von den Parteien, die im Juni 2018 das Misstrauensvotum unterstützt hatten, ERC, PDeCat und EH Bildu gegen den Haushaltsentwurf stimmten). Daraufhin kündigte Ministerpräsident Sánchez am 15. Februar 2019 an, das Parlament aufzulösen und Neuwahlen auf den 28. April 2019 anzuberaumen. Offiziell wurden mit Dekret vom 4. März 2019 das Parlament aufgelöst und Neuwahlen anberaumt.
|  |  |  |  |  |  |  |  |  |  |  |  |

## Kandidaturen

### Nationale Teilnahme

#### PP
Spitzenkandidat der PP ist deren neuer Vorsitzender Pablo Casado. Casado wurde 2018 zum Nachfolger von Mariano Rajoy gewählt, was aufgrund der neokonservativen und teilweise reaktionären Positionen Casados als Rechtsruck innerhalb der Partido Popular bewertet wurde. In Asturien besteht eine Gemeinschaftskandidatur mit FAC, in Navarra ist die PP Teil der Gemeinschaftskandidatur Navarra Suma.

#### PSOE
Spitzenkandidat der PSOE ist wie bereits bei den Wahlen 2015 und 2016 Ministerpräsident Pedro Sánchez. Die Gemeinschaftskandidatur mit Nuevas Canarias (NCa) auf den Kanaren, die 2015 und 2016 bestanden hatte, wurde nicht erneut aufgelegt. Dort treten PSOE und NCa 2019 jeweils mit eigenen Listen an.

#### Unidas Podemos
Bereits 2016 waren Podemos, Izquierda Unida (IU), die grüne Partei Equo und mehrere linke Kleinparteien als Gemeinschaftskandidatur Unidos Podemos zur Wahl angetreten. In drei Regionen, in denen auch linke Regionalparteien an dem Wahlbündnis beteiligt waren, führte die Kandidatur andere Namen (En Comú Podem in Katalonien, En Marea in Galicien und Podemos-Compromís-EUPV in der Region Valencia). Für die Wahl 2019 wurde das Bündnis aus Podemos, IU, Equo und den beiden Kleinparteien Batzarre-Asamblea de Izquierdas und Alto Aragón en Común für alle Wahlkreise außer Katalonien und Galicien unter dem Namen Unidas Podemos (in der femininen Form statt Unidos Podemos) erneut aufgelegt. Compromís wird in der Region Valencia mit einer eigenen Liste an der Wahl teilnehmen, sodass dort 2019 Unidas Podemos und Compromís getrennt antreten werden. Das Wahlbündnis En Comú Podem in Katalonien wurde für 2019 neu aufgelegt. Das Wahlbündnis von Podemos, IU, Equo und Mareas en Común in Galicien trägt 2019 den Namen En Común-Unidas Podemos. Die Partei Anova gehört diesem Bündnis – anders als 2016 – nicht an. Podemos-Generalsekretär Pablo Iglesias belegt den ersten Platz auf der Liste von Unidas Podemos für den Wahlkreis Madrid und der IU-Vorsitzende Alberto Garzón den ersten Platz im Wahlkreis Málaga.

#### Ciudadanos
Spitzenkandidat der liberalen Ciudadanos ist wie bei den Wahlen 2015 und 2016 deren Vorsitzender Albert Rivera. In Navarra sind Ciudadanos Teil der Gemeinschaftskandidatur Navarra Suma.

#### Vox
Die rechtspopulistische Partei Vox wurde Ende 2013 von ehemaligen Mitgliedern der Partido Popular gegründet und hat nach ihrem Erfolg bei der andalusischen Regionalwahl vom 2. Dezember 2018 erstmals Aussichten auch in die Cortes Generales einzuziehen. Ihr Spitzenkandidat ist der Vorsitzende Santiago Abascal.

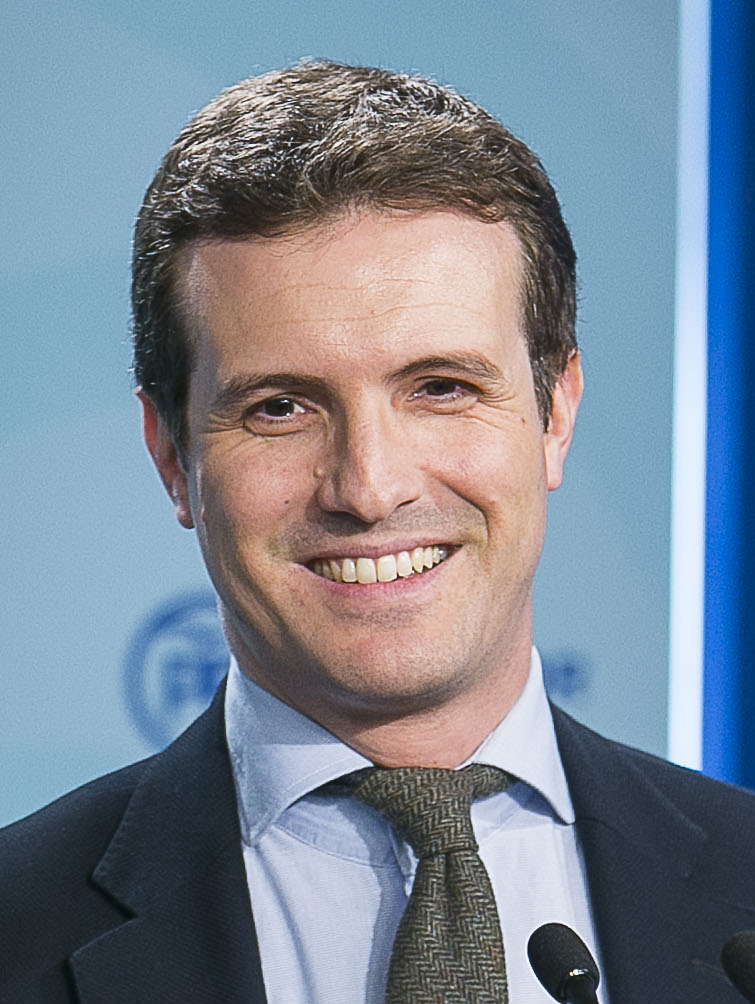
Pablo Casado (PP)
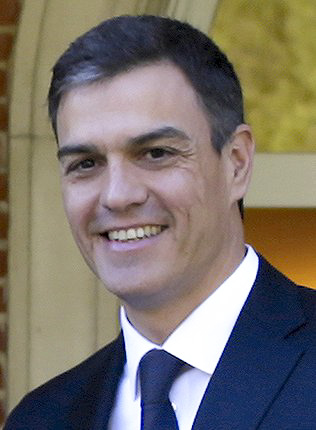
Pedro Sánchez (PSOE)
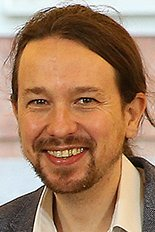
Pablo Iglesias (Unidas Podemos)
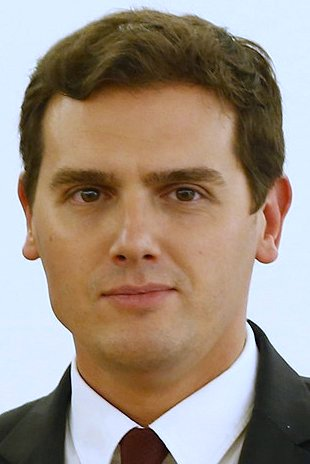
Albert Rivera (Ciudadanos)
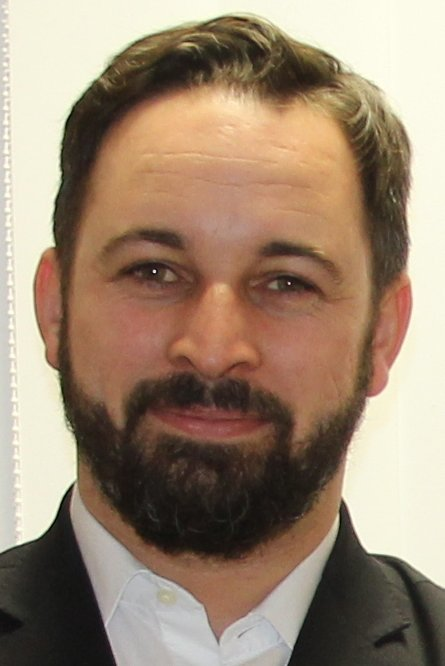
Santiago Abascal (Vox)

### Regionale Teilnahme

#### ERC
Die Republikanische Linke Kataloniens wird angeführt von Oriol Junqueras, der wegen des Vorwurfs der Rebellion im Zusammenhang mit dem von ihm mit-initiierten Unabhängigkeitsreferendum in Katalonien 2017 in Haft sitzt.

#### Junts
Das katalanische Wahlbündnis Junts per Catalunya hat den Spitzenkandidaten Jordi Sànchez i Picanyol, der wie Junqueras wegen derselben Vorwürfe in Haft sitzt.

#### EJA-PNV
Die christlich-konservative Partido Nacionalista Vasco (Baskische Nationalpartei) tritt nur im Baskenland an; ihr Kandidat ist Aitor Esteban.

#### EH Bildu
Euskal Herria Bildu (Baskenland versammelt) ist ein Parteienverband von linken Parteien aus dem Baskenland (Eusko Alkartasuna, Sortu, Aralar und Alternatiba Eraikitzen).

#### Navarra Suma
Bei den bisherigen Wahlen waren in Navarra die Parteien Unión del Pueblo Navarro (UPN) und PP gemeinsam angetreten. Für die Wahl 2019 haben sich Ciudadanos dieser Gemeinschaftskandidatur angeschlossen. Sie führt den Namen Navarra Suma. Die ersten beiden Plätze der Liste stellt die UPN. Die Plätze 3 und 5 stellt die PP und Platz 4 wird von Ciudadanos eingenommen.

#### CC-PNC
Die konservative Koalition aus Coalición Canaria und Partido Nacionalista Canario bewirbt sich auf den Kanaren um Mandate. Spitzenbewerberin ist Ana Oramas.

#### Compromís
Das Bündnis Compromís umfasst vier linke Regionalparteien aus der Region Valencia und wird im Wahlkampf von Joan Baldoví angeführt. Während man bei der letzten Wahl 2016 noch in einer Gemeinschaftskandidatur mit den Podemos antrat, verzichtete Compromís darauf bei der Wahl 2019.

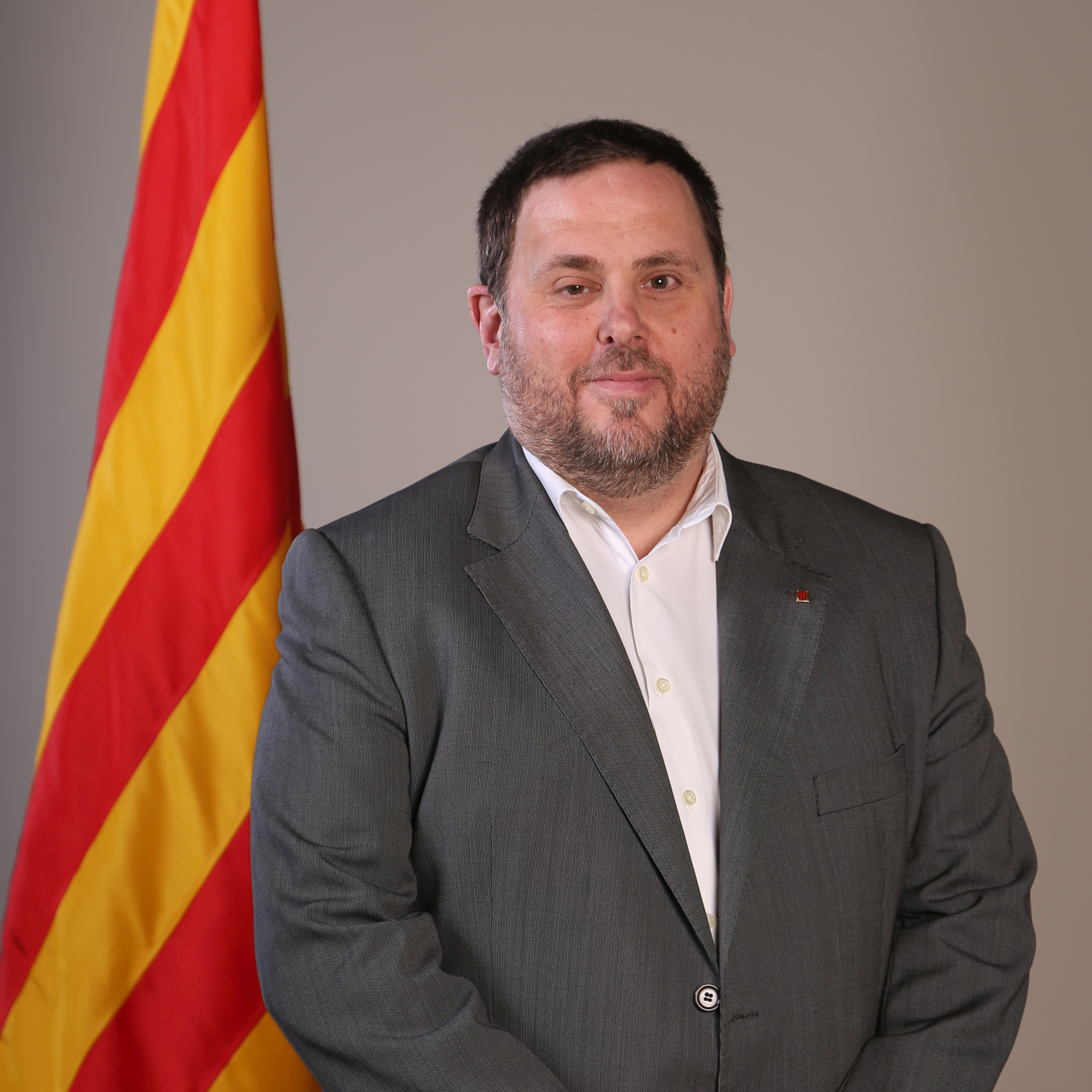
Oriol Junqueras (ERC)
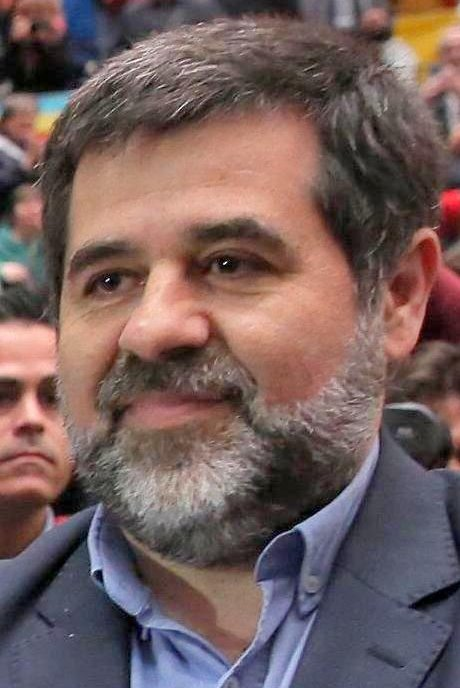
Jordi Sànchez (Junts)
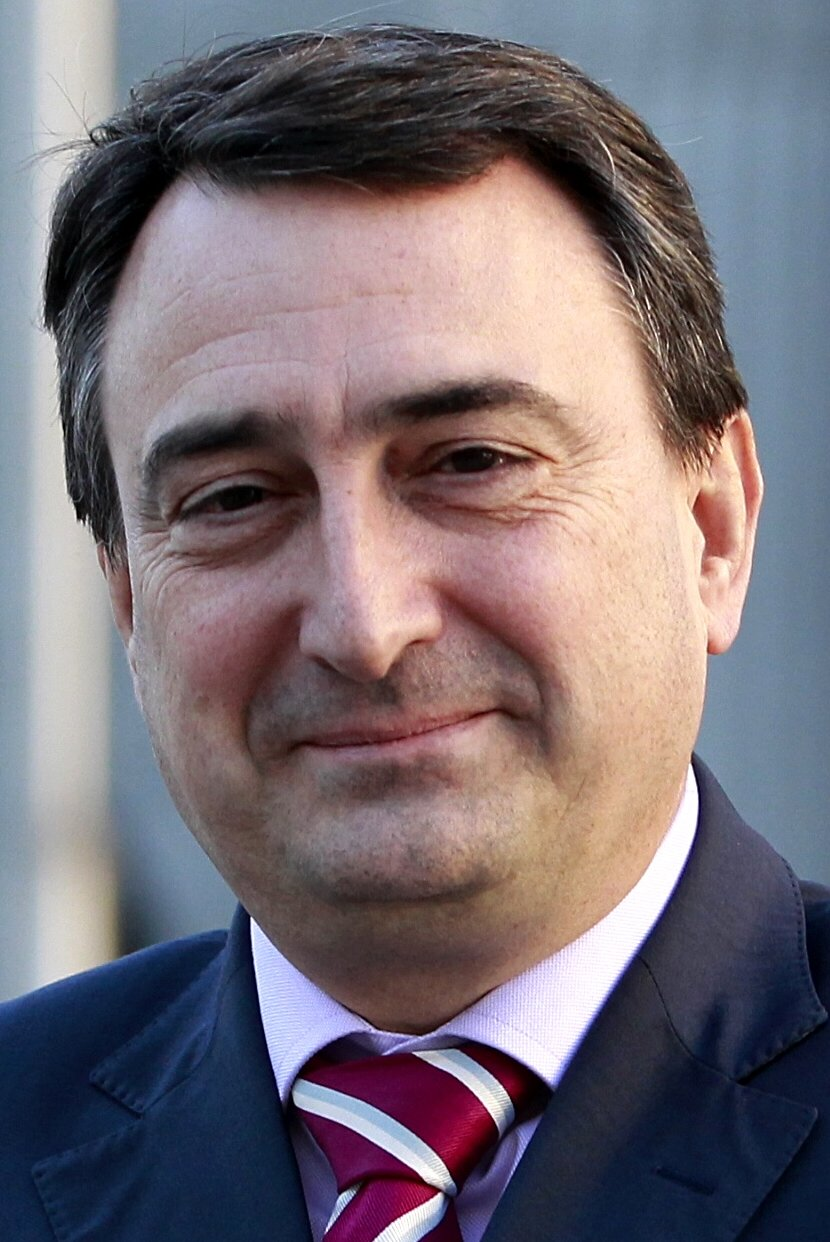
Aitor Esteban (EJA-PNV)
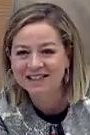
Ana Oramas (CC-PNC)
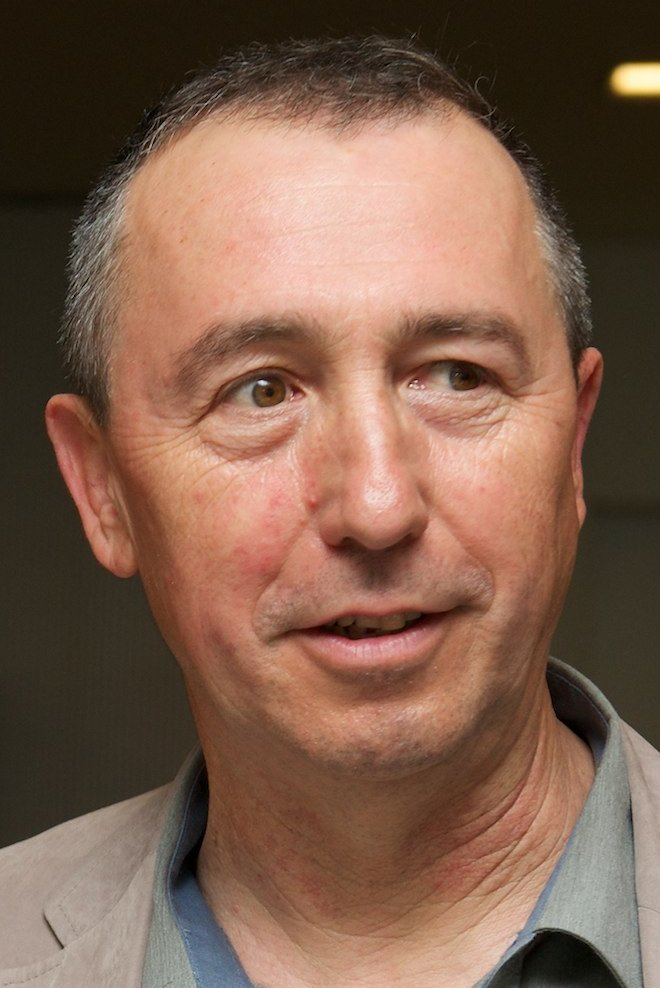
Joan Baldoví (Compromís)

## Umfragen

### Prognosen vor der Wahl
Im Vorfeld der Wahlen ergaben die Umfragen, dass die Sozialdemokraten mit knapp unter 30 % als klar stärkste Kraft gesehen wurden, womit die Partei des amtierenden Ministerpräsidenten Pedro Sánchez deutliche Stimmgewinne verbuchen könnte. Damit verbunden sind klare Verluste für das Bündnis links von der PSOE, der Unidos Podemos, deren Zustimmung sich im Vergleich zur letzten Wahl nahezu halbieren könnte. Deutlichster Verlierer der Parlamentswahl wird nach Ansicht der Demoskopen aber die konservative Partido Popular, welche trotz innerparteilichen Rechtsrucks von 33 auf rund 20 % fallen könnte und dabei hauptsächlich an die rechtspopulistische Partei VOX verliert, welche bei etwa 12 % (2016 0,2 %) gesehen wird. Die liberalen Ciudadanos werden leicht über ihrem Ergebnis von 2016 gesehen. Die restlichen Wählerstimmen werden sich traditionell auf regionale Parteien wie bspw. der katalanischen ERC oder der baskischen PNV aufteilen. Eine Regierungskoalition mit zwei Parteien scheint den Umfragen nach ausgeschlossen.

### Verlauf

Verlauf der Umfrage-Mittelwerte von der Wahl 2016 bis zur Wahl 2019

### Letzte Umfragen vor der Wahl
| Institut             | Datum      | PP     | PSOE   | UP     | C's    | ERC   | EJA-PNV | PACMA | VOX    |
| -------------------- | ---------- | ------ | ------ | ------ | ------ | ----- | ------- | ----- | ------ |
| KeyData              | 22.04.2019 | 20,4 % | 29,4 % | 13,1 % | 15,3 % | 3,3 % | 1,2 %   | —     | 10,4 % |
| Demoscopia Servicios | 22.04.2019 | 21,8 % | 28,1 % | 12,6 % | 14,4 % | 2,9 % | 1,4 %   | —     | 12,7 % |
| electoPanel          | 22.04.2019 | 19,5 % | 27,2 % | 12,8 % | 15,0 % | 2,7 % | 1,3 %   | 2,2 % | 12,4 % |
| SocioMétrica         | 21.04.2019 | 18,2 % | 29,5 % | 13,6 % | 15,1 % | 3,3 % | 1,1 %   | 0,9 % | 12,6 % |
| Celeste-Tel          | 20.04.2019 | 23,5 % | 28,9 % | 13,5 % | 15,1 % | 2,9 % | 1,2 %   | 1,3 % | 12,5 % |
| IMOP                 | 20.04.2019 | 19,8 % | 29,8 % | 14,1 % | 15,1 % | 3,0 % | 1,2 %   | 1,8 % | 10,0 % |
| Invymark             | 19.04.2019 | 20,4 % | 28,1 % | 13,0 % | 15,2 % | 3,3 % | 1,3 %   | —     | 12,7 % |
| NC Report            | 19.04.2019 | 23,8 % | 28,1 % | 13,0 % | 14,9 % | 2,9 % | 1,3 %   | —     | 9,0 %  |
| GAD3                 | 19.04.2019 | 20,1 % | 31,5 % | 12,1 % | 13,9 % | 3,3 % | 1,2 %   | 1,9 % | 11,4 % |
| 40 db                | 18.04.2019 | 17,8 % | 28,8 % | 13,2 % | 14,1 % | 3,3 % | 1,0 %   | 2,8 % | 12,5 % |
| Sondaxe              | 18.04.2019 | 18,3 % | 30,9 % | 13,6 % | 13,8 % | 2,8 % | 2,1 %   | —     | 10,5 % |
| Wahl 2016            | 26.06.2016 | 33,0 % | 22,6 % | 21,2 % | 13,1 % | 2,6 % | 1,2 %   | 1,2 % | 0,2 %  |

## Ergebnisse

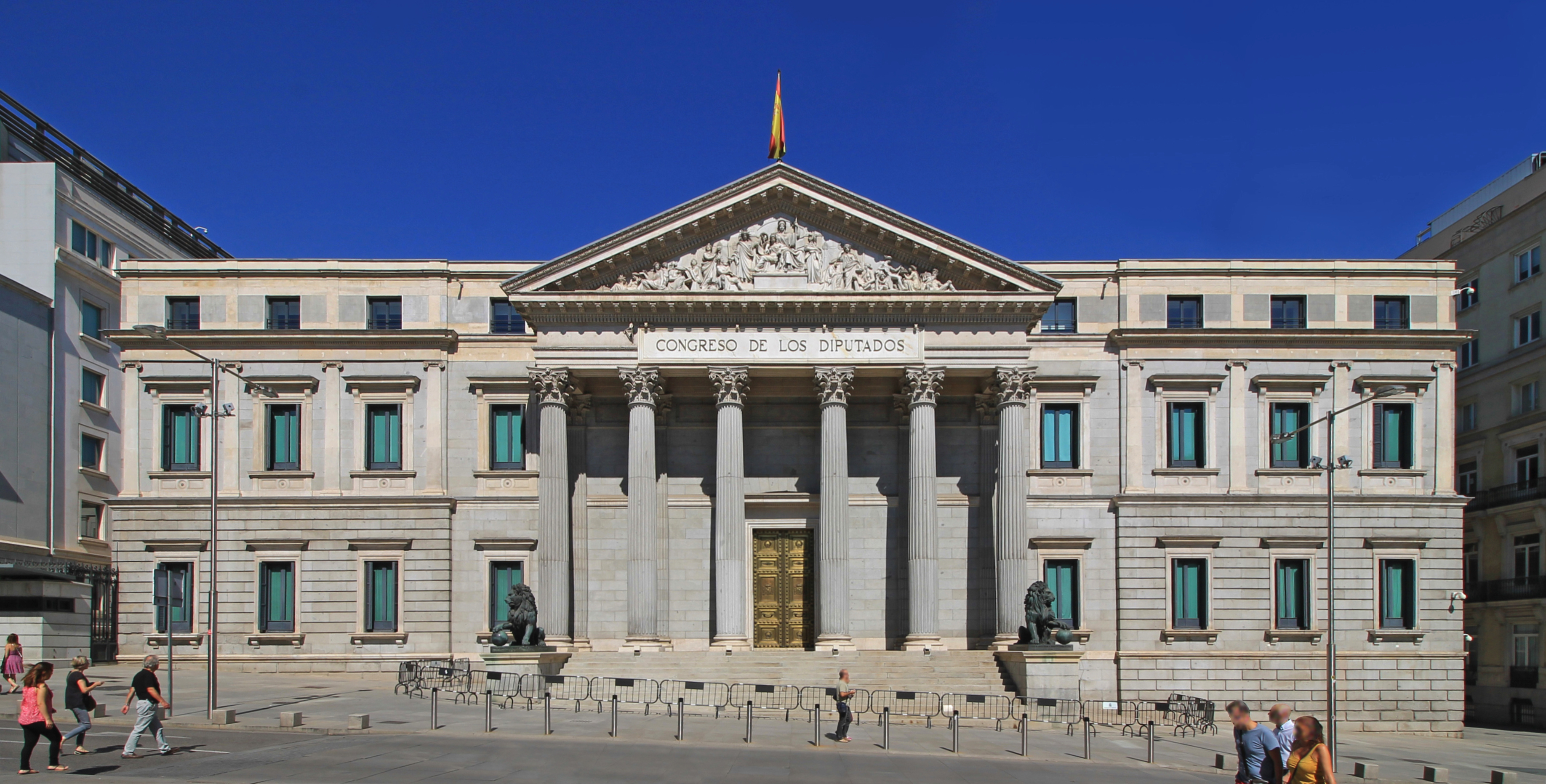
Abgeordnetenhaus (Congreso de los Diputados) der Cortes Generales

### Abgeordnetenhaus
Nachdem bis 2015 nur zwei große (PSOE und PP) und eine kleine (IU) landesweit bedeutende Parteien bestanden hatten, waren bei der Wahl 2015 Podemos und Ciudadanos hinzugekommen. 2019 wurde das Parteiensystem auf nationaler Ebene mit dem Einzug der 2016 noch völlig unbedeutenden rechtsextremen Partei VOX um eine fünfte Kraft erweitert.
Wahlsieger sind neben VOX auch die regierenden Sozialdemokraten mit einem Zuwachs von sechs Prozent, die erstmals seit 2008 wieder stärkste Kraft wurden. Gewinne hatten auch Ciudadanos zu verzeichnen, mit ihrem bisher besten Ergebnis bei einer gesamtspanischen Wahl.
Der Stimmen- und Mandatsanteil der konservativen PP halbierte sich im Vergleich zur Vorwahl um etwa die Hälfte, was das schlechteste Abschneiden der Partei seit ihrem Bestehen bedeutete. Auch das Linksbündnis Unidas Podemos hatte Verluste von etwa sieben Prozent zu verzeichnen.
In Katalonien verbuchte die links-separatistische ERC Gewinne von knapp sieben Prozent und ist nach der Wahl mit 15 Abgeordneten (+ 6) im Abgeordnetenhaus vertreten, während die bürgerlich-separatistische JuntsxCat ein Mandat verlor. Bei den baskischen Parteien konnten sowohl die bürgerliche EAJ-PNV (ein Mandat mehr) als auch die linke EH Bildu (zwei Mandate mehr) Gewinne erzielen. Auf den Kanaren konnte Coalición Canaria ihr Ergebnis von knapp acht auf knapp 13 Prozent steigern (ein Mandat mehr). Das valencianische Linksbündnis Compromís, das 2015 noch mit vier über gemeinsame Listen mit Podemos und IU gewählten Abgeordneten ins Abgeordnetenhaus eingezogen war, ist künftig nur noch mit einem Mandat vertreten. Die seit 2011 erstmals wieder zu einer gesamtspanischen Wahl angetretene kantabrische Regionalpartei PRC (die in Kantabrien den Ministerpräsidenten stellt) erhielt in dieser Region knapp 15 Prozent und ist erstmals mit einem Abgeordneten im Abgeordnetenhaus vertreten.

Stimmenanteile der Parteien nach Wahlkreisen

Die Ergebnisse im Einzelnen:

#### Nationales Ergebnis
| Listen                                                                              | Listen | Stimmen    | %    | +/-   | Mandate | +/- |
| ----------------------------------------------------------------------------------- | --- | ---------- | ---- | ----- | ------- | --- |
|                                                                                     | Partido Socialista Obrero Español (PSOE) 1 | 7.513.142  | 28,7 | +6,0  | 123     | +38 |
|                                                                                     | Partido Popular (PP) 2 | 4.373.653  | 16,7 | –15,9 | 66      | –69 |
|                                                                                     | Ciudadanos (C's) 3 | 4.155.665  | 15,9 | +2,9  | 57      | +25 |
|                                                                                     | Unidas Podemos (UP) 4 - Podemos – Izquierda Unida – Equo: 2.897.419 Stimmen (33 Mandate) - En Comú Podem (Podemos – EUiA – ICV): 615.665 Stimmen (7 Mandate) - En Común: 238.061 Stimmen (2 Mandate) | 3.751.145  | 14,3 | –6,8  | 42      | –29 |
|                                                                                     | VoX | 2.688.092  | 10,3 | +10,1 | 24      | +24 |
|                                                                                     | Esquerra Republicana de Catalunya (ERC) 5 - Esquerra Republicana de Catalunya – Sobiranistes: 1.020.392 Stimmen (15 Mandate) - Esquerra Republicana del País Valencià: 4.236 Stimmen                 | 1.024.628  | 3,9  | +1,3  | 15      | +6  |
|                                                                                     | Junts per Catalunya (PDeCAT/CDC – JxCat) 6 | 500.787    | 1,9  | –0,1  | 7       | –1  |
|                                                                                     | Eusko Alderdi Jeltzalea (EAJ-PNV) 7 | 395.884    | 1,5  | +0,3  | 6       | +1  |
|                                                                                     | Partido Animalista Contra el Maltrato Animal (PACMA) | 328.299    | 1,3  | +0,1  | –       | ±0  |
|                                                                                     | EH Bildu | 259.647    | 1,0  | +0,2  | 4       | +2  |
|                                                                                     | Compromís 9 | 173.821    | 0,7  | N/A   | 1       | +1  |
|                                                                                     | Coalición Canaria – Partido Nacionalista Canario (CCa–PNC) | 137.664    | 0,5  | +0,2  | 2       | +1  |
|                                                                                     | Front Republicà (Poble Lliure – Som Alternativa – Pirates de Catalunya) | 113.807    | 0,4  | Neu   | –       | Neu |
|                                                                                     | Navarra Suma (UPN – Ciudadanos – PP) 8 | 107.619    | 0,4  | –0,1  | 1       | ±0  |
|                                                                                     | Bloque Nacionalista Galego (BNG) | 94.433     | 0,4  | +0,2  | –       | ±0  |
|                                                                                     | Partido Regionalista de Cantabria (PRC) | 52.266     | 0,2  | N/A   | 1       | +1  |
|                                                                                     | Recortes Cero – Grupo Verde | 47.363     | 0,2  | ±0,0  | –       | ±0  |
|                                                                                     | Nueva Canarias (NC) | 36.225     | 0,1  | N/A   | –       | ±0  |
|                                                                                     | Actúa | 30.236     | 0,1  | Neu   | –       | Neu |
|                                                                                     | Veus Progressistes (Més – MxMe – Esquerra Republicana) | 25.191     | 0,1  | N/A   | –       | ±0  |
|                                                                                     | Geroa Bai | 22.309     | 0,1  | ±0,0  | –       | ±0  |
|                                                                                     | Por un Mundo más Justo (PUM+J) | 21.863     | 0,1  | N/A   | –       | N/A |
|                                                                                     | En Marea | 17.899     | 0,1  | Neu   | –       | Neu |
|                                                                                     | Partido Comunista de los Pueblos de España (PCPE) | 17.061     | 0,1  | ±0,0  | –       | ±0  |
|                                                                                     | Partido Comunista de los Trabajadores de España (PCTE) | 14.022     | 0,1  | Neu   | –       | Neu |
|                                                                                     | El Pi – Proposta per les Illes (El Pi) | 11.692     | 0,0  | Neu   | –       | Neu |
|                                                                                     | Andalucía Por Sí (AxSí) | 11.407     | 0,0  | Neu   | –       | Neu |
|                                                                                     | Partido Comunista Obrero Español | 9.130      | 0,0  | ±0,0  | –       | ±0  |
|                                                                                     | Avant Adelante – Los Verdes | 7.332      | 0,0  | ±0,0  | –       | ±0  |
|                                                                                     | Escaños en Blanco | 7.072      | 0,0  | ±0,0  | –       | ±0  |
|                                                                                     | Coalición por Melilla (CpM) | 6.857      | 0,0  | Neu   | –       | Neu |
|                                                                                     | Por Mi Región | 4.976      | 0,0  | Neu   | –       | Neu |
|                                                                                     | Partido Humanista (PH) | 4.495      | 0,0  | ±0,0  | –       | ±0  |
|                                                                                     | Som Valencians en Moviment (UIG – SOM – CUIDES – TA) | 4.473      | 0,0  | ±0,0  | –       | ±0  |
|                                                                                     | Izquierda en Positivo | 3.503      | 0,0  | Neu   | –       | Neu |
|                                                                                     | Ahora Canarias (ANC – CNC – UP) | 3.037      | 0,0  | ±0,0  | –       | ±0  |
|                                                                                     | Compromiso por Galicia | 2.760      | 0,0  | Neu   | –       | Neu |
|                                                                                     | Plataforma del Pueblo Soriano | 2.663      | 0,0  | Neu   | –       | Neu |
|                                                                                     | Sonstige < 0,01 % | 19.417     | 0,1  | ±0,0  | –       | ±0  |
| Votos en blanco                                                                     | Votos en blanco | 199.836    | 0,8  | ±0,0  | –       | –   |
| Gesamt                                                                              | Gesamt | 26.201.371 | 100  |       | 350     | –   |
|                                                                                     | |            |      |       |         |     |
| Ungültige Stimmen                                                                   | Ungültige Stimmen | 276.769    | 1,0  | +0,1  |         |     |
| Wähler                                                                              | Wähler | 26.478.140 | 71,8 | –5,3  |         |     |
| Wahlberechtigte                                                                     | Wahlberechtigte | 36.898.883 |      |       |         |     |
|                                                                                     | |            |      |       |         |     |
| Quellen: Junta electoral central, Ergebnis, Wahlbündnisse – Ministerio del interior | |            |      |       |         |     |

#### Regionale Ergebnisse
Das Ergebnis (Stimmen und Sitze) in den einzelnen Autonomen Gemeinschaften (Regionen) und den beiden Autonomen Städten Ceuta und Melilla:
|                     | PSOE        | PP         | C's        | UP         | VOX        | ERC        | Junts     | EAJ-PNV   | EH Bildu  | CC-PNC    | Navarra+  | Compr.   | PRC       | Sitze gesamt |
| ------------------- | ----------- | ---------- | ---------- | ---------- | ---------- | ---------- | --------- | --------- | --------- | --------- | --------- | -------- | --------- | ------------ |
| Andalusien          | 34,23 % 24  | 17,19 % 11 | 17,70 % 11 | 14,25 % 9  | 13,38 % 6  | —          | —         | —         | —         | —         | —         | —        | —         | 061          |
| Aragonien           | 31,73 % 5   | 18,93 % 3  | 20,54 % 3  | 13,56 % 1  | 12,20 % 1  | —          | —         | —         | —         | —         | —         | —        | —         | 013          |
| Asturien            | 33,13 % 3   | 17,91 % 1  | 16,71 % 1  | 17,15 % 1  | 11,49 % 1  | —          | —         | —         | —         | —         | —         | —        | —         | 08           |
| Balearen            | 26,34 % 3   | 16,84 % 1  | 17,43 % 1  | 17,82 % 2  | 11,28 % 1  | —          | —         | —         | —         | —         | —         | —        | —         | 07           |
| Baskenland          | 19,89 % 4   | 7,44 % 0   | 3,14 % 0   | 17,57 % 4  | 2,21 % 0   | —          | —         | 31,05 % 6 | 16,70 % 4 | —         | —         | —        | —         | 018          |
| Extremadura         | 38,08 % 5   | 21,40 % 2  | 17,96 % 2  | 9,49 % 0   | 10,77 % 1  | —          | —         | —         | —         | —         | —         | —        | —         | 010          |
| Galicien            | 32,13 % 10  | 27,39 % 9  | 11,18 % 2  | 14,49 % 2  | 5,27 % 0   | —          | —         | —         | —         | —         | —         | —        | —         | 023          |
| Kanaren             | 27,85 % 5   | 15,53 % 3  | 14,66 % 2  | 15,72 % 3  | 6,55 % 0   | —          | —         | —         | —         | 12,96 % 2 | —         | —        | —         | 015          |
| Kantabrien          | 25,19 % 2   | 21,71 % 1  | 15,14 % 1  | 10,22 % 0  | 11,16 % 0  | —          | —         | —         | —         | —         | —         | —        | 14,59 % 1 | 05           |
| Kastilien-La Mancha | 32,37 % 9   | 22,69 % 6  | 17,47 % 4  | 10,15 % 0  | 15,29 % 2  | —          | —         | —         | —         | —         | —         | —        | —         | 021          |
| Kastilien-León      | 29,78 % 12  | 26,05 % 10 | 18,90 % 8  | 10,39 % 0  | 12,30 % 1  | —          | —         | —         | —         | —         | —         | —        | —         | 031          |
| Katalonien          | 23,21 % 12  | 4,85 % 1   | 11,55 % 5  | 14,89 % 7  | 3,60 % 1   | 24,59 % 15 | 12,05 % 7 | —         | —         | —         | —         | —        | —         | 048          |
| La Rioja            | 31,70 % 2   | 26,53 % 1  | 17,81 % 1  | 11,79 % 0  | 8,98 % 0   | —          | —         | —         | —         | —         | —         | —        | —         | 04           |
| Madrid              | 27,28 % 11  | 18,64 % 7  | 20,93 % 8  | 16,24 % 6  | 13,86 % 5  | —          | —         | —         | —         | —         | —         | —        | —         | 036          |
| Murcia              | 24,75 % 3   | 23,44 % 2  | 19,54 % 2  | 10,38 % 1  | 18,64 % 2  | —          | —         | —         | —         | —         | —         | —        | —         | 010          |
| Navarra             | 25,75 % 2   | —          | —          | 18,66 % 1  | 4,83 % 0   | —          | —         | —         | 12,77 % 0 | —         | 29,32 % 2 | —        | —         | 05           |
| Valencia            | 27,78 % 10  | 18,58 % 7  | 17,98 % 6  | 14,23 % 5  | 12,02 % 3  | 0,16 % 0   | —         | —         | —         | —         | —         | 6,45 % 1 | —         | 033          |
| Ceuta               | 28,73 % 1   | 21,44 % 0  | 11,96 % 0  | 4,81 % 0   | 23,96 % 0  | —          | —         | —         | —         | —         | —         | —        | —         | 01           |
| Melilla             | 20,72 % 0   | 23,91 % 1  | 12,87 % 0  | 3,82 % 0   | 16,85 % 0  | —          | —         | —         | —         | —         | —         | —        | —         | 01           |
| Spanien (gesamt)    | 28,68 % 123 | 16,70 % 66 | 15,86 % 57 | 14,31 % 42 | 10,26 % 24 | 3,91 % 15  | 1,91 % 7  | 1,51 % 6  | 0,99 % 4  | 0,53 % 2  | 0,41 % 2  | 0,66 % 1 | 0,20 % 1  | 350          |

#### Fraktionen
Es bildeten sich die folgenden Fraktionen:
- PSOE (Grupo Parlamentario Socialista): 123 Mitglieder

- PP (Grupo Parlamentario Popular): 66 Mitglieder
- Ciudadanos (Grupo Parlamentario Ciudadanos): 57 Mitglieder

- Unidas Podemos (Grupo Parlamentario Confederal de Unidas Podemos-En Comú Podem-Galicia en Común): 42 Mitglieder
- VOX (Grupo Parlamentario VOX): 24 Mitglieder
- ERC (Grupo Parlamentario Republicano): 14 Mitglieder
- EAJ-PNV (Grupo Parlamentario Vasco – EAJ-PNV): 6 Mitglieder

Nach der Geschäftsordnung des Abgeordnetenhauses werden die übrigen Abgeordneten in der Grupo Mixto („gemischte Fraktion“) zusammengefasst. Dies sind also Abgeordnete, die sich keiner Fraktion angeschlossen haben bzw. von keiner Fraktion aufgenommen wurden. Außerdem zählen dazu Abgeordnete von Parteien, die die Mindestvoraussetzungen (Mandate bzw. Stimmenanteil) für die Bildung einer Fraktion nicht erfüllen. Zur Grupo Mixto zählen zurzeit 18 Abgeordnete: die sieben Abgeordneten von JuntsxCat, die vier Abgeordneten von EH Bildu, die beiden Abgeordneten von Coalición Canaria, die beiden Abgeordneten von Navarra Suma (beide UPN), der Abgeordnete von Compromís und der Abgeordnete der PRC; außerdem zählt Oriol Junqueras (ERC) zur Grupo Mixto, da sein Mandat zurzeit wegen der Inhaftierung ruht und er sich deshalb nicht der ERC-Fraktion anschließen konnte.

### Senat
| Partei                              | Partei                                   | Senatoren gesamt | Senatoren gesamt | Direktwahl | Direktwahl | Indirekt |
| Partei                              | Partei                                   | Anzahl           | +/−              | Anzahl     | +/−        | Anzahl   |
| ----------------------------------- | ---------------------------------------- | ---------------- | ---------------- | ---------- | ---------- | -------- |
|                                     | Partido Socialista Obrero Español (PSOE) | 139              | +76              | 123        | +80        | 18       |
|                                     | Partido Popular (PP)                     | 75               | −76              | 54         | −76        | 19       |
|                                     | ERC                                      | 13               | +1               | 11         | +1         | 2        |
|                                     | EAJ-PNV                                  | 10               | +4               | 9          | +4         | 1        |
|                                     | Ciudadanos (C's)                         | 10               | +4               | 4          | +4         | 6        |
|                                     | Unidas Podemos (UP)                      | 6                | −17              | —          | −16        | 6        |
|                                     | JuntsxCat                                | 4                | +2               | 2          | +2         | 2        |
|                                     | Navarra Suma (UPN/Ciudadanos/PP)         | 3                | neu              | 3          | neu        | —        |
|                                     | CC-PNC                                   | 2                | ±0               | 1          | ±0         | 1        |
|                                     | EH Bildu                                 | 2                | +1               | 1          | +1         | 1        |
|                                     | ASG                                      | 1                | ±0               | 1          | ±0         | —        |
|                                     | VOX                                      | 1                | ±0               | —          | —          | 1        |
| Gesamt                              | Gesamt                                   | 266              | —                | 208        | —          | 58       |
| Quelle: Elecciones Generales Senado |                                          |                  |                  |            |            |          |

## Regierungsbildung

### Rechtlicher Rahmen
Für die Regierungsbildung ist nach der spanischen Verfassung nur das Abgeordnetenhaus relevant: Es wählt den Ministerpräsidenten (Art. 99), nur ihm ist die Regierung verantwortlich (Art. 108).
Nach Sondierungsgesprächen mit den im Abgeordnetenhaus vertretenen Parteien macht der König dem Abgeordnetenhaus einen Vorschlag für das Amt des Ministerpräsidenten. Eine Frist hierfür gibt die Verfassung nicht vor. Über diesen Vorschlag wird nach Aussprache abgestimmt und zwar nach der Geschäftsordnung des Abgeordnetenhauses in öffentlicher namentlicher Abstimmung, bei der die Abgeordneten mit Ja, Nein oder Enthaltung abstimmen können. Erhält der Kandidat die absolute Mehrheit (also mindestens 176 Ja-Stimmen), ist er zum Ministerpräsidenten gewählt. Verfehlt er diese Mehrheit, findet 48 Stunden später ein zweiter Wahlgang statt, in dem dann eine relative Mehrheit ausreicht (mehr Ja- als Nein-Stimmen, unabhängig von der Zahl der Enthaltungen).
Ist der Vorgeschlagene auch im zweiten Wahlgang nicht erfolgreich, werden weitere Vorschläge nach demselben Verfahren (also falls erforderlich mit zwei Wahlgängen) abgehandelt.
Sind nach dem ersten Wahlgang über den ersten Vorschlag zwei Monate vergangen, ohne dass ein Kandidat zum Ministerpräsidenten gewählt wurde, werden beide Kammern vom König aufgelöst und Neuwahlen abgehalten.
Ein einmal gewählter Ministerpräsident kann nur durch ein konstruktives Misstrauensvotum gestürzt werden, d. h. indem das Abgeordnetenhaus mit absoluter Mehrheit einen anderen Ministerpräsidenten wählt (Art. 113 der Verfassung).

### Ausgangslage
Die Ausgangslage für eine Regierungsbildung stellte sich ähnlich schwierig dar wie nach den vorangegangenen Wahlen 2015 und 2016. Außer einer großen Koalition (PP/PSOE) oder einer Koalition PSOE/Ciudadanos hätte kein Zweiparteienbündnis über eine Mehrheit verfügen können. Sowohl PP als auch Ciudadanos haben jedoch vor der Wahl ein Zusammengehen mit der PSOE ausgeschlossen.
Anders als nach der Wahl 2016 bestand zwar im neu gewählten Parlament eine Mehrheit der linken Parteien (PSOE, Unidas Podemos, ERC, EH Bildu, Compromís, zusammen 185 Sitze), allerdings wäre ein solches Bündnis auf die separatistischen Parteien ERC und EH Bildu angewiesen.
Auch ein Bündnis von PSOE, Unidas Podemos und den nicht-separatistischen Regionalparteien mit Ausnahme von Navarra Suma (also EAJ-PNV, Coalición Canaria, Compromís, PRC) hatte nur 175 Sitze umfasst statt der erforderlichen 176 Stimmen.
Die neugewählten Kammern konstituierten sich am 21. Mai 2019. Zur Präsidentin des Abgeordnetenhauses wurde die bisherige Ministerin Meritxell Batet (PSC-PSOE) gewählt. Präsident des Senats wurde Manuel Cruz (PSC-PSOE).
Am 5. und 6. Juni 2019 führte der König Sondierungsgespräche mit Vertretern der Parteien. Anschließend schlug er Amtsinhaber Pedro Sánchez für das Amt des Ministerpräsidenten vor.

### Gescheiterte Wahlen des Ministerpräsidenten und Neuwahlen
Am 15. Juli 2019 gab Sánchez, der das Land weiter geschäftsführend leitete, das Scheitern erster Koalitionsgespräche der PSOE mit der Unidos Podemos (UP) bekannt. Die Verhandlungen waren zuvor ins Stocken geraten, da UP eine Regierungsbeteiligung gefordert hatte, was Sánchez aber zunächst abgelehnt hatte. Zugleich verwies er darauf, dass er kein Vertrauen in Podemos-Chef Iglesias habe. Dieser hatte für sich selbst einen Ministerposten in der künftigen Regierung beansprucht. Sánchez forderte PP und Ciudadanos auf, sich bei seiner Kandidatur bei der Wahl eines neuen Ministerpräsidenten im zweiten Wahlgang zu enthalten und ihm somit die Bildung einer Regierung nur mit einer relativen Mehrheit im Parlament zu ermöglichen.
Beim ersten Wahlgang am 23. Juli 2019 entfielen auf Sánchez nur 124 Stimmen (PSOE und die kantabrische Regionalpartei PRC mit einer Stimme) statt der erforderlichen 176 Stimmen – bei 170 Gegenstimmen (PP, Ciudadanos, VOX, ERC, JunsxCat, Navarra Suma, Coalición Canaria und eine Abgeordnete von Unidas Podemos) und 52 Enthaltungen (die restlichen Abgeordneten von Unidas Podemos, EAJ-PNV, EH Bildu und Compromís); die vier inhaftierten katalanisch-separatistischen Abgeordneten (einer von der ERC und drei von JuntsxCat), deren Mandat ruht, nahmen an der Abstimmung nicht teil. Die notwendige absolute Mehrheit wurde damit verfehlt. Der zweite Wahlgang, in dem die relative Mehrheit ausgereicht hätte, fand am 25. Juli 2019 statt – auch hier verfehlte Sanchez nach letzten gescheiterten Verhandlungen über eine mögliche Koalitionsregierung mit Podemos die nötige Mehrheit (124 Stimmen gegen 155, bei 67 Enthaltungen). Am Tag darauf teilte der König mit, zunächst noch keine Sondierungsgespräche mit den Parteivertretern zwecks Benennung eines nächsten Kandidaten zu führen, sondern den Parteien Zeit für weitere Verhandlungen geben zu wollen.
In der Zeit bis Ende August 2019 gelang in allen Autonomen Gemeinschaften, in denen am 28. April 2019 (Valencia) bzw. am 26. Mai 2019 (Aragonien, Asturien, Balearen, Extremadura, Kanaren, Kantabrien, Kastilien-La Mancha, Kastilien-León, La Rioja, Madrid, Murcia, Navarra) Regionalwahlen stattfanden, die Regierungsbildung. Allerdings kam es auch hierbei in keinem Fall zu einer Zusammenarbeit zwischen dem „linken“ und dem „rechten“ Lager. So konnten in den Regionen Madrid und Murcia Koalitionen aus PP und Ciudadanos nur mit Unterstützung von Vox Minderheitsregierungen bilden und in Navarra gelang die Wahl der PSOE-Ministerpräsidentin nur aufgrund der Stimmenthaltung einiger Abgeordneter der separatistischen EH Bildu.
Bis Mitte September 2019 kam es weiterhin zu keinen Fortschritten im Hinblick auf eine Regierungsbildung auf gesamtspanischer Ebene. Der König führte daraufhin eine zweite Runde von Sondierungsgesprächen mit den Vertretern der im Abgeordnetenhaus vertretenen Parteien. Am 17. September gab er bekannt, dass diese erfolglos verlaufen seien. Er werde daher das Parlament auflösen und für den 10. November Neuwahlen ansetzen.
| Kandidat      | Datum                                                |            |     |    | Ciudadanos | Unidos Podemos |    | Esquerra Republicana de Catalunya | En Comú Podem | Junts per Catalunya | EAJ |   |   | Coalición Canaria | Unión del Pueblo Navarro | Compromís |   | Ergebnis |
| ------------- | ---------------------------------------------------- | ---------- | --- | -- | ---------- | -------------- | -- | --------------------------------- | ------------- | ------------------- | --- | - | - | ----------------- | ------------------------ | --------- | - | -------- |
| Pedro Sánchez | 23. Juli 2019 notwendig: absolute Mehrheit (176/350) | Ja         | 123 |    |            |                |    |                                   |               |                     |     |   |   |                   |                          |           | 1 | 124/350  |
| Pedro Sánchez | 23. Juli 2019 notwendig: absolute Mehrheit (176/350) | Nein       |     | 66 | 57         | 1              | 24 | 14                                |               | 4                   |     |   |   | 2                 | 2                        |           |   | 170/350  |
| Pedro Sánchez | 23. Juli 2019 notwendig: absolute Mehrheit (176/350) | Enthaltung |     |    |            | 32             |    |                                   | 7             |                     | 6   | 4 | 2 |                   |                          | 1         |   | 52/350   |
| Pedro Sánchez | 23. Juli 2019 notwendig: absolute Mehrheit (176/350) | Abwesend   |     |    |            |                |    | 1                                 |               | 3                   |     |   |   |                   |                          |           |   | 4/350    |
| Pedro Sánchez |                                                      |            |     |    |            |                |    |                                   |               |                     |     |   |   |                   |                          |           |   |          |
| Pedro Sánchez | 25. Juli 2019 notwendig: einfache Mehrheit           | Ja         | 123 |    |            |                |    |                                   |               |                     |     |   |   |                   |                          |           | 1 | 124/350  |
| Pedro Sánchez | 25. Juli 2019 notwendig: einfache Mehrheit           | Nein       |     | 66 | 57         |                | 24 |                                   |               | 4                   |     |   |   | 2                 | 2                        |           |   | 155/350  |
| Pedro Sánchez | 25. Juli 2019 notwendig: einfache Mehrheit           | Enthaltung |     |    |            | 33             |    | 14                                | 7             |                     | 6   | 4 | 2 |                   |                          | 1         |   | 67/350   |
| Pedro Sánchez | 25. Juli 2019 notwendig: einfache Mehrheit           | Abwesend   |     |    |            |                |    | 1                                 |               | 3                   |     |   |   |                   |                          |           |   | 4/350    |